# Kératite neurotrophique
La kératite neurotrophique, indiquée par le sigle NK (de l’anglais neurotrophic keratitis), est une maladie dégénérative de la cornée provoquée par l'endommagement du nerf trijumeau, qui provoque une perte de la sensibilité de cornée et des lésions spontanées de l'épithélium cornéen et compromet la capacité de cicatrisation, ce qui peut engendrer le développement d’une ulcération, une nécrose aseptique et la perforation de la cornée.
La kératite neurotrophique est classée comme une maladie rare, et sa prévalence est estimée à moins 5 personnes sur 10 000 en Europe. D'après les données, 6 % en moyenne des cas de kératite herpétique peuvent évoluer en kératite neurotrophique, avec un pic de 12,8 % des cas de kératite provoqués par le virus de l'herpès zoster.
Le diagnostic, et en particulier le traitement de la kératite neurotrophique, représentent les aspects les plus complexes de cette affection, car il n'existe à ce jour aucun traitement thérapeutique satisfaisant.

## Causes
La cornée est un tissu non vascularisé et elle constitue l'une des structures du corps humain qui comprennent le plus grand nombre de nerfs. Les nerfs de la cornée sont responsables du maintien de l'intégrité anatomique et fonctionnelle de la cornée, de la transmission des sensations tactiles, de la température et de la douleur, et jouent un rôle dans le réflexe de clignement de l'œil et le réflexe lacrymal.
Une grande partie des fibres nerveuses de la cornée sont d'origine sensorielle, et elles dérivent de la branche ophtalmique du nerf trijumeau. Les maladies oculaires congénitales ou acquises et systémiques peuvent provoquer une lésion à différents niveaux du nerf trijumeau, laquelle peut engendrer une réduction (hypoesthésie) ou une perte (anesthésie) de la sensibilité de la cornée. 
Parmi les causes les plus communes de la perte de sensibilité de la cornée figurent les infections virales (herpès simplex et herpès zoster ophtalmique, les brûlures chimiques, les lésions physiques, certaines conséquences de la chirurgie de la cornée ou de la neurochirurgie, l'utilisation chronique de médicaments topiques, l'abus de l'utilisation des lentilles de contact. 
Parmi les causes possibles figurent également les maladies systémiques telles que le diabète, la sclérose en plaques ou la lèpre. 
Il existe d'autres causes potentielles de la maladie, bien qu'elles soient moins fréquentes: les lésions occupant l'espace inter-crânien, comme le neurinome, le méningiome et les anévrismes qui peuvent comprimer le nerf trijumeau et réduire la sensibilité de la cornée. 
Les états congénitaux qui peuvent provoquer la kératite neurotrophique sont quant à eux extrêmement rares

## Classement
Selon le classement de Mackie, la kératite neurotrophique comprend trois stades, selon sa gravité :
1. Stade I : il est caractérisé par des altérations de l'épithélium cornéen, qui est opaque et présente une kératopathie ponctuée superficielle, ainsi qu’un œdème cornéen. Une kératite neurotrophique de longue durée peut également présenter une hyperplasie de l'épithélium, l’opacité du stroma et une néovascularisation de la cornée ;
2. Stade II : il est caractérisé par le développement des défauts épithéliaux qui se situent souvent dans la région proche du centre de la cornée ;
3. Stade III : il est caractérisé par des ulcères de la cornée, accompagnés d'un œdème du stroma et d’une nécrose aseptique qui pourraient provoquer une perforation de la cornée[2].

## Diagnostic
Le diagnostic peut être établi à partir de l'anamnèse du patient et d'un examen attentif de l'œil et de la région qui l'entoure. 
En fonction des précédents cliniques du patient, il s'agit d'accorder une attention particulière à une éventuelle infection par le virus herpès et aux interventions possibles sur la cornée, aux traumatismes, à l'abus d'anesthésiants ou aux thérapies chroniques topiques, aux brûlures chimiques ou, dans certains cas, à l'abus des lentilles de contact. Il s'agit également d'examiner en même temps la présence possible de diabète ou d'autres maladies systémiques, comme la sclérose en plaques. 
L'examen clinique est généralement effectué à travers un ensemble d'évaluations et d'instruments:
- Examen général des nerfs crâniens, afin d'évaluer la présence de dommages au niveau du système nerveux.

- Examens oculaires :

1. Examen complet de l'œil : examen des paupières, clignement, présence de réactions inflammatoires et de sécrétions, altérations de l'épithélium cornéen ;
2. Test de sensibilité de la cornée: il est effectué par le contact d'un fil de coton sur la surface de la cornée, qui permet uniquement de définir si la sensibilité de la cornée est normale, limitée ou absente, ou à travers un esthésiomètre qui permet de mesurer la sensibilité de la cornée ;
3. Test de la fonction du liquide lacrymal, comme le test de Schirmer et le tear break up time ;
4. Test de la coloration oculaire à l'aide de fluorescéine, qui permet de montrer les éventuels dommages de l'épithélium cornéen et conjonctif.

## Traitement et perspectives thérapeutiques
Le diagnostic précoce, le traitement ciblé en fonction de la gravité de la pathologie et le suivi régulier du patient atteint de kératite neurotrophique sont les éléments fondamentaux pour éviter la progression du dommage et la survenue d'ulcères cornéens, en particulier en considération du fait que l'aggravation de la situation présente souvent peu de symptômes.
La thérapie vise à prévenir la progression du dommage de la cornée et à stimuler la cicatrisation de l'épithélium cornéen. Le traitement doit toujours être personnalisé, selon la gravité de la maladie. On choisit généralement un traitement conservateur. 
Au stade I, qui est le moins grave, l'administration de lubrifiant oculaire sans conservateurs plusieurs fois par jour permet de lubrifier et de protéger la surface de l'œil, afin d'améliorer la qualité de l'épithélium et de prévenir la perte de transparence de la cornée qui peut survenir. 
Au stade II, il s'agit en revanche de prévenir le développement d'ulcères cornéens et de stimuler la cicatrisation d'éventuelles lésions de l'épithélium. En plus de l'application de lubrifiants oculaires, des antibiotiques peuvent également être employés afin de prévenir les éventuelles infections, et le patient doit être suivi avec une grande attention: s'agissant d'une affection caractérisée par peu de symptômes, il est également possible à ce stade d'utiliser des lentilles de contact thérapeutiques qui permettent de protéger la cornée et de favoriser la cicatrisation des lésions. 
Pour les formes les plus graves (stade III), l'utilisation de lentilles de contact et le traitement par antibiotiques doivent être accompagnés de mesures visant à éviter l'évolution vers la perforation de la cornée: une intervention chirurgicale peut alors être envisagée, afin de fermer temporairement ou définitivement les paupières à l'aide d'une suture ou d'injections de toxine botulique. Cette opération permet de protéger la cornée, même si le résultat esthétique de ces interventions peut être difficile à supporter par le patient. De la même façon, il a été prouvé qu'une intervention qui prévoit la création d'un lambeau conjonctival est efficace dans le traitement des ulcères cornéens chroniques, avec ou sans perforation de la cornée. Outre ces traitements chirurgicaux, il est également possible d'effectuer une greffe de la membrane amniotique, dont il est apparu récemment qu'elle joue un rôle dans la stimulation de la cicatrisation de l'épithélium cornéen, dans la réduction de la néovascularisation de la cornée et de l'inflammation de la surface oculaire. Parmi les options thérapeutiques disponibles pour les formes graves, rappelons également l'administration de sérum autologue sous forme de collyre. 
Les études de recherche ont beaucoup travaillé sur le développement de nouveaux traitements pour les kératite neurotrophique, et plusieurs polypeptides, facteurs de croissance et neuromédiateurs ont été proposés. Des études ont été menées sur un traitement topique de substance P et par IGF-1 (facteur de croissance similaire à l’insuline-1), démontrant un effet sur la guérison des tissus de l'épithélium. Le facteur de croissance nerveuse (Nerve Growth Factor, NGF) joue un rôle dans la prolifération et la différenciation des cellules épithéliales ainsi que dans la survie des nerfs sensoriels cornéens. Le traitement topique par NGF d’origine murine a montré qu'il favorisait le rétablissement de l’intégrité de l’épithélium et de la sensibilité cornéenne chez les patients ayant des cellules NK. Dernièrement, un facteur de croissance recombinant du tissu nerveux humain (molécule à usage ophtalmique) à usage clinique a été développé. La cénégermine, une forme recombinante du NGF (Nerve Growth Factor) humain, a récemment été approuvé en Europe dans une formulation de collyre pour la kératite neurotrophique.